# Narodowy Uniwersytet Prawny im. Jarosława Mądrego
Narodowy Uniwersytet Prawny im. Jarosława Mądrego (ukr. Національний юридичний університет імені Ярослава Мудрого) – ukraińska uczelnia wyższa, zlokalizowana w Charkowie.

## Historia
Za datę powstania uczelni uznaje się 17 listopada 1804 roku, kiedy na podstawie dekretu cara Aleksandra I na Cesarskim Uniwersytecie Charkowskim utworzono katedrę nauk moralnych i politycznych. W 1835 roku została ona przemianowana na Wydział Prawa. 
W 1920 roku rząd Ukrainy zadecydował o utworzeniu Instytutu Narodowej Ekonomii na bazie Wydziału Prawa Uniwersytetu Charkowskiego. Głównym celem instytutu było kształcenie prawników dla instytucji państwowych. W 1937 roku instytut przemianowano na Charkowski Instytut Prawa (Харківський юридичний інститут).
Po uzyskaniu niepodległości przez Ukrainę, uczelnia przeszła kolejne reorganizacje. 20 marca 1991 Rada Ministrów Ukrainy wydała rezolucję, na podstawie której przekształcono Charkowski Instytut Prawa w Ukraińską Akademię Prawną (Українська юридична академія). Dekret prezydenta Ukrainy z 30 marca 1995 nadał jej status autonomicznej instytucji szkolnictwa wyższego. W listopadzie tego samego roku nadano akademii imię Jarosława Mądrego.
8 grudnia 2010 akademia uzyskała status uniwersytetu narodowego, a 4 grudnia 2013 została przemianowana na Narodowy Uniwersytet Prawny im. Jarosława Mądrego.

## Struktura organizacyjna
W skład uczelni wchodzą następujące jednostki organizacyjne:
- Wydział Adwokacki
- Wydział Prawa Ekonomicznego
- Wydział Kształcenia Korespondencyjnego
- Wydział Finansów i Prawa
- Wydział Prawa Międzynarodowego i Europejskiego
- Wydział Sprawiedliwości
- Wydział Prawa Wojskowego
- Instytut Spraw Karnych i Kształcenia Prokuratorów
- Instytut Dochodzeniowy i Kryminalistyczny
- Instytut Szkolenia Kadr Prawnych Służby Bezpieczeństwa Ukrainy